# Paul Wiegler
Paul Wiegler (* 15. September 1878 in Frankfurt am Main; † 23. August 1949 in Ost-Berlin) war ein deutscher Schriftsteller und Übersetzer.

## Leben
Paul Wiegler war der Sohn eines Gymnasiallehrers. Er studierte Germanistik, Philosophie und Geschichtswissenschaft, wechselte jedoch früh zum Journalismus. Er war als Redakteur und Theaterkritiker in diversen deutschen Städten tätig und schrieb unter anderem für das Berliner Tageblatt, die Prager Bohemia und die Schaubühne.
Von 1913 bis 1925 war Wiegler Leiter der Romanabteilung im Berliner Ullstein Verlag. Danach wirkte er in erster Linie als Essayist. Auch während des Dritten Reiches konnte Wiegler dank seiner neutralen Einstellung zum herrschenden Regime weiter publizieren. Nach dem Ende des Zweiten Weltkriegs ging Wiegler nach Ost-Berlin und wirkte dort als stellvertretender Chefredakteur der Zeitung Nacht-Express sowie später als Lektor im neugegründeten Aufbau-Verlag. Daneben zählte er zu den Mitbegründern des Kulturbundes der DDR und der Literaturzeitschrift Sinn und Form.
Paul Wieglers Werk besteht aus literaturhistorischen Arbeiten mit Schwerpunkten auf der deutschen und der französischen Literaturgeschichte, sowie aus historischen, kulturhistorischen und biografischen Essays. In seinem Roman Das Haus an der Moldau schildert der Autor die Endphase und den Zerfall der österreichisch-ungarischen Monarchie am Beispiel eines Prager Juristen. Von Bedeutung ist auch Paul Wieglers Wirken als Übersetzer französischer Klassiker ins Deutsche.
Seine letzte Ruhestätte befindet sich auf dem Südwestkirchhof Stahnsdorf.

## Werke
- Geschichte der deutschen Philosophie im neunzehnten Jahrhundert, Berlin 1901 (zusammen mit Karl Julius Duboc)
- Französische Rebellen, Berlin 1904
- Maximilian Harden, Charlottenburg 1908
- Geschichte der Weltliteratur, Berlin 1914
- Figuren, Leipzig 1916
- Anatole France, München 1920
- Wallenstein, Berlin 1920
- Die Weltliteratur im zwanzigsten Jahrhundert, Berlin 1922 (zusammen mit Richard Moritz Meyer)
- Die große Liebe. Wie sie starben, Hellerau 1926
- Wilhelm der Erste, Hellerau bei Dresden 1927
- Der Antichrist, Hellerau bei Dresden 1928
- Geschichte der deutschen Literatur, Berlin
  - 1. Von der Gotik bis zu Goethes Tod, 1930 (Digitalisat)
  - 2. Von der Romantik bis zur Gegenwart, 1930 (Digitalisat)
- Das Haus an der Moldau, Berlin 1934
  - Neuauflage mit einem Nachwort von Hans J. Schütz. Insel Taschenbuch, Frankfurt am Main 1991, ISBN 3-458-33037-2.
- Schicksale und Verbrechen, Berlin 1935
- Könige von Frankreich, Berlin 1936
- Verräter und Verschwörer, Berlin 1937
- Glanz und Niedergang der Bourbonen, Berlin 1938
- Josef Kainz, Berlin 1941
- Johann Wolfgang Goethe, Berlin 1946
- Ludwig van Beethoven, Berlin 1946
- Gespenster, Baden-Baden 1947
- Der alte Fontane (1948) in Fontane Online
- Tageslauf der Unsterblichen, München 1950
- Gabriele, hrsg. von Gernot Krämer, Klagenfurt 2025

## Herausgeberschaft
- Ludwig van Beethoven: Briefe, Gespräche, Erinnerungen, Berlin 1916
- Arthur Schopenhauer: Briefe, Aufzeichnungen, Gespräche, Berlin 1916
- Edmond de Goncourt: Das Tagebuch der Brüder Goncourt, München 1927
- Die schönsten deutschen Gedichte, Wien 1932 (herausgegeben zusammen mit Ludwig Goldscheider)
- Ludwig Kurtze: Fahrten und Frauen, Berlin 1934
- Briefe deutscher Frauen, Berlin 1936 (herausgegeben zusammen mit Fedor von Zobeltitz)
- Marie von Radziwiłł: Briefe vom deutschen Kaiserhof, Berlin 1936
- William Shakespeare: Hamlet, Prinz von Dänemark, Berlin 1947
- William Shakespeare: Romeo und Julia, Berlin 1948
- William Shakespeare: Wie es euch gefällt, Berlin 1948

## Übersetzungen
- Französisches Theater der Vergangenheit, München 1906
- Honoré de Balzac: Ergötzliche Geschichten, München 1912
- Charles Baudelaire: Gedichte, Berlin 1900
- Alphonse Daudet: Fanny Legrand, Braunschweig 1948
- Gustave Flaubert: Lehrjahre des Gefühls, Berlin 1951
- Anatole France: Die Bratküche zur Königin Pedauque, München 1908
- Anatole France: Die Insel der Pinguine, München 1909
- Victor Hugo: Die Elenden, Berlin 1952
- Jules Laforgue: Sagenhafte Sinnspiele, Stuttgart 1905
- Paul Margueritte: Die große Familie, Berlin 1913
- Guy de Maupassant: Der schöne Freund, Frankfurt am Main 1965
- Jean Schlumberger: Ein Glücklicher, Hamburg 1947